# آنتیگوآ و باربودا
آنتیگوآ و باربودا (به انگلیسی: Antigua and Barbuda) یا آنتیگا باربادو(باربودا) یا آنتیگوا باربادو کشوری متشکل از جزایر در شرق دریای کارائیب، شرق جزایر سنت کیتس و نویس و شمال جزیرهٔ مونتسرات، هستند که دولت مستقل داشته و پایتخت آن‌ها سنت جانز است. این کشور عضو اتحادیه کشورهای مشترک‌المنافع است، واحد پول آن دلار کارائیب شرقی نام دارد. آنتیگوا و باربودا در ۱ نوامبر ۱۹۸۱ از بریتانیا اعلام استقلال کرد. طبق آخرین داده های سیستم اطلاعات جغرافیایی بیشترین درازای این کشور ۹۵ کیلومتر در جهت جنوب به شمال می باشد که البته حدود ۷۴ کیلومتر از آن را آب های کارائیب تشکیل داده است.
دو جزیره اصلی این کشور، آنتیگوآ و باربودا هستند.

## تاریخ
کریستف کلمب، نخستین کسی بود که از کشورهای اروپایی بر این جزایر پا گذاشت. به همین دلیل این کشور برای مدتی تحت حاکمیت اسپانیا بود. کمی بعد انگلستان آن را تصرف کرد. این جزایر در سال ۱۹۸۱ استقلال خود را به دست آوردند. پس از آن ملکه انگلستان ملکه این کشور و وره کورن وال برد نخست‌وزیر آن شد. او به‌عنوان کسی که استقلال را برای آنتیگوآ و باربودا و کشورهای دیگر منطقه کارائیب به ارمغان آورده شهرت دارد.
آنتیگوا و باربودا از سال ۱۶۶۷، مستعمره بریتانیا شد، این کشور در ۱ نوامبر ۱۹۸۱ از بریتانیا اعلام استقلال کرد.

## سیاست

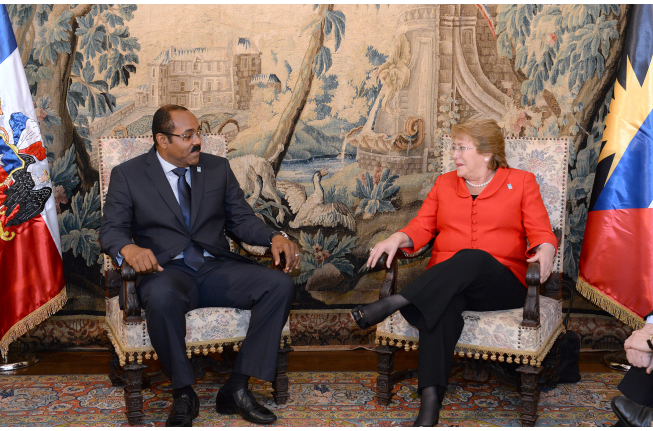
گاستون براون نخست‌وزیر آنتیگوا و باربودا و میچل باچله رئیس‌جمهور سابق شیلی

پادشاه انگلستان حکمران این کشور محسوب می‌شود که یک فرماندار کل نمایندگی از او را به عهده دارد.
نخست‌وزیر، رئیس دولت است که معمولاً فرماندار کل او را از میان رئیس حزب اکثریت یا اصلی کشور انتخاب می‌کند.
قوه قانون‌گذاری این کشور از دو مجلس سنا و خانه نمایندگان تشکیل شده‌است. مجلس سنا ۱۷ کرسی دارد که نمایندگان آن را فرماندار کل انتخاب می‌کند. خانه نمایندگان ۱۷ کرسی دارد که نمایندگان آن از میان کاندیداهای پیشنهادی مناطق انتخاب می‌شوند. دوره نمایندگی پنج ساله است.
الدر برد از حزب کارگر آنتیگوا از ۱۹۸۱ تا ۱۹۹۴ نخست‌وزیر آنتیگوا و باربودا شد.
در سال ۱۹۹۳ سر جیمز کارلایل از جانب ملکهٔ انگلستان به فرمانداری کل آنتیگوا و باربودا منصوب شد.
در سال۲۰۰۴ بالدوین اسپنسر نخست‌وزیر آنتیگوا و باربودا شد.

## جغرافیا
آنتیگوآ، بزرگ‌ترین جزیره در میان جزایر انگلیسی‌زبان بادپناه، حدود ۲۳ کیلومتر طول و ۱۸ کیلومتر عرض دارد و ۲۸۰ کیلومتر مربع را در بر می‌گیرد. بلندترین نقطه آن کوه باگی (کوه اوباما) (۴۰۲ متر) است و در گوشه جنوب غربی جزیره قرار دارد. باربودا، یک جزیره مرجانی مسطح با مساحت تنها ۱۷۶ کیلومتر مربع، تقریباً در ۴۸ کیلومتری شمال آنتیگوآ قرار دارد. این کشور همچنین شامل جزیره کوچک خالی از سکنه ردوندا (۱٫۶ کیلومتر مربع) است که در حال حاضر یک منطقه حفاظت شده طبیعی است. آنتیگوا دارای یک خط ساحلی عمیق با بندرها و سواحل طبیعی است و باربودا دارای یک بندر بزرگ غربی است. دما معمولاً بین ۲۰ تا ۳۵ درجه سانتیگراد متغیر است. میانگین بارندگی سالانه فقط ۱۱۴۰ میلی‌متر است که آن را آفتابی‌ترین جزایر کارائیب شرقی می‌کند و بادهای بسامان شمال شرقی تقریباً ثابت هستند.
پایتخت این کشور شهر سنت جانز با ۳۱۰۰۰ نفر جمعیت می‌باشد. مساحت آنتیگوا و باربودا ۲۸۰ کیلومتر مربع و جمعیت آن ۸۴٬۵۲۲ نفر می‌باشد. آنتیگوا و باربودا شهر مهمی ندارد.

## تقسیمات کشوری
بر اساس تقسیمات کشوری آنتیگوا و باربودا مشتمل بر ۶ ایالت و ۲ ناحیهٔ وابسته (*) می‌باشد.
| نقشه      | ایالت/ناحیه وابسته* | تلفظ    | نقشه کلی |
| --------- | ------------------- | ------- | -------- |
|           | باربودا*            | Barbuda |          |
| ردوندا*   | Redonda             |         |          |
| سنت جرج   | Saint George        |         |          |
| سنت جان   | Saint John          |         |          |
| سنت مری   | Saint Mary          |         |          |
| سنت پل    | Saint Paul          |         |          |
| سنت پتر   | Saint Peter         |         |          |
| سنت فیلیپ | Saint Philip        |         |          |

## اقتصاد
واحد پول آنتیگوا و باربودا، دلار کارائیب شرقی با واحد جزء (سینت) نام دارد. توریسم از مهم‌ترین صنایع آنتیگوا و باربودا محسوب می‌شود. آنتیگوا و باربودا از اعضای کشورهای مشترک‌المنافع می‌باشد.

## مردم

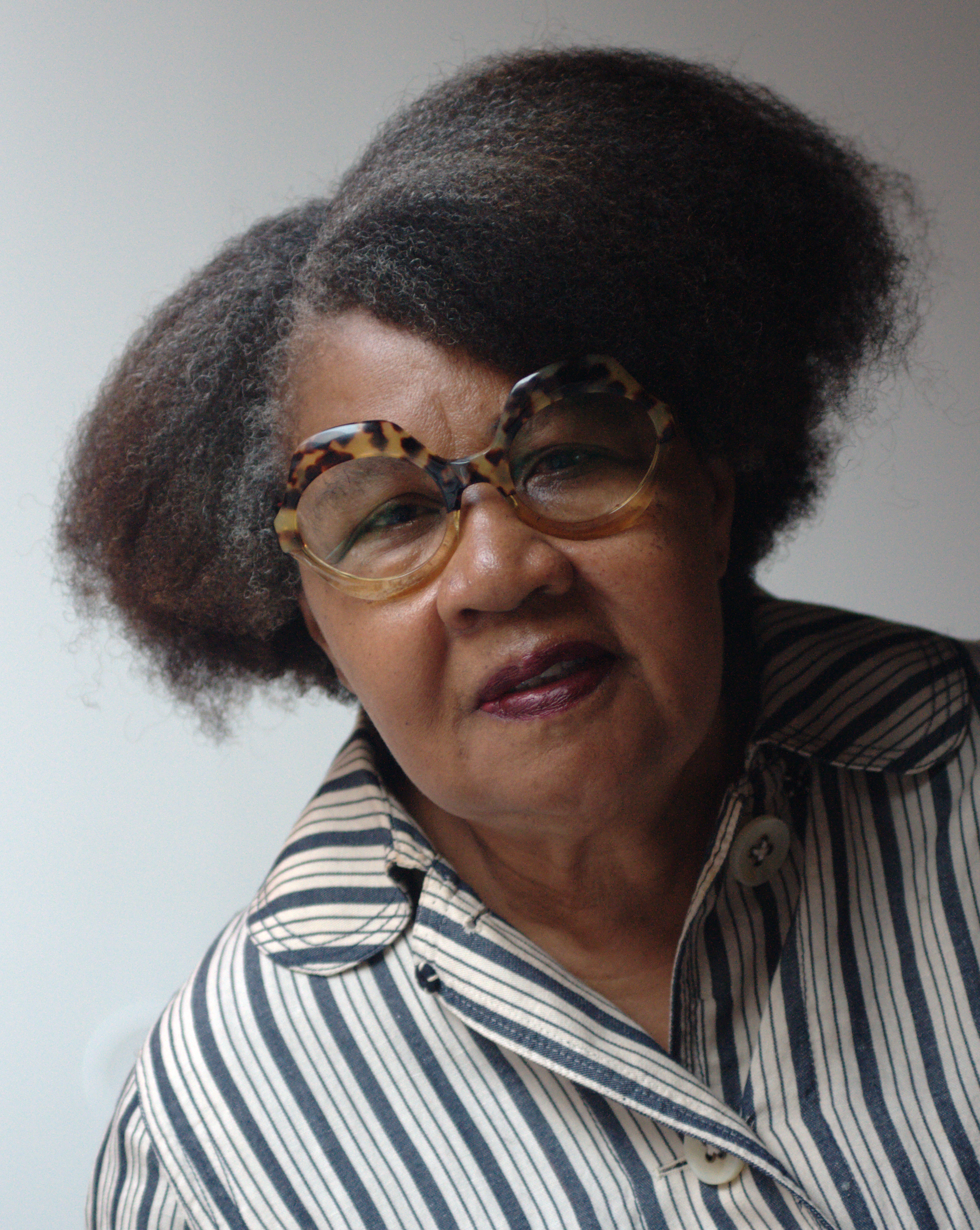
جامیکا کینکید ملقب به ایلین سینتیا پاتر ریچاردسون نویسنده یهودی اهل آنتیگوآ و باربودا ساکن ایالات متحده

۸۱ ٪ نژاد آنتیگوا و باربودا را سیاهپوستان، ۱۳ ٪ را سفیدپوست و ۳ ٪ را دورگه تشکیل می‌دهند، همچنین دین ۷۳ ٪ از مردم آنتیگوا و باربودا، پروتستان و ۱۰ ٪ کاتولیک است. زبان رسمی آنتیگوا و باربودا، انگلیسی است، در کنار انگلیسی زبان محلی کریول نیز کاربرد دارد.

### بومیان سرشناس
- جامیکا کینکید، نویسنده